# Château de Lagarde
 (février 2010).
Si vous disposez d'ouvrages ou d'articles de référence ou si vous connaissez des sites web de qualité traitant du thème abordé ici, merci de compléter l'article en donnant les références utiles à sa vérifiabilité et en les liant à la section « Notes et références ».
Ne pas confondre avec le château de la Garde (Couserans), à l'ouest du département de l'Ariège
Le château de Lagarde est un ancien château fort du XIe siècle, aujourd'hui en ruine, dont les vestiges se dressent sur la commune française de Lagarde, dans le département de l'Ariège, en région Occitanie.

## Localisation
Les vestiges du château sont situés sur une colline dominant la vallée de l’Hers-Vif à Lagarde, près de Mirepoix, dans le département français de l'Ariège.

## Historique

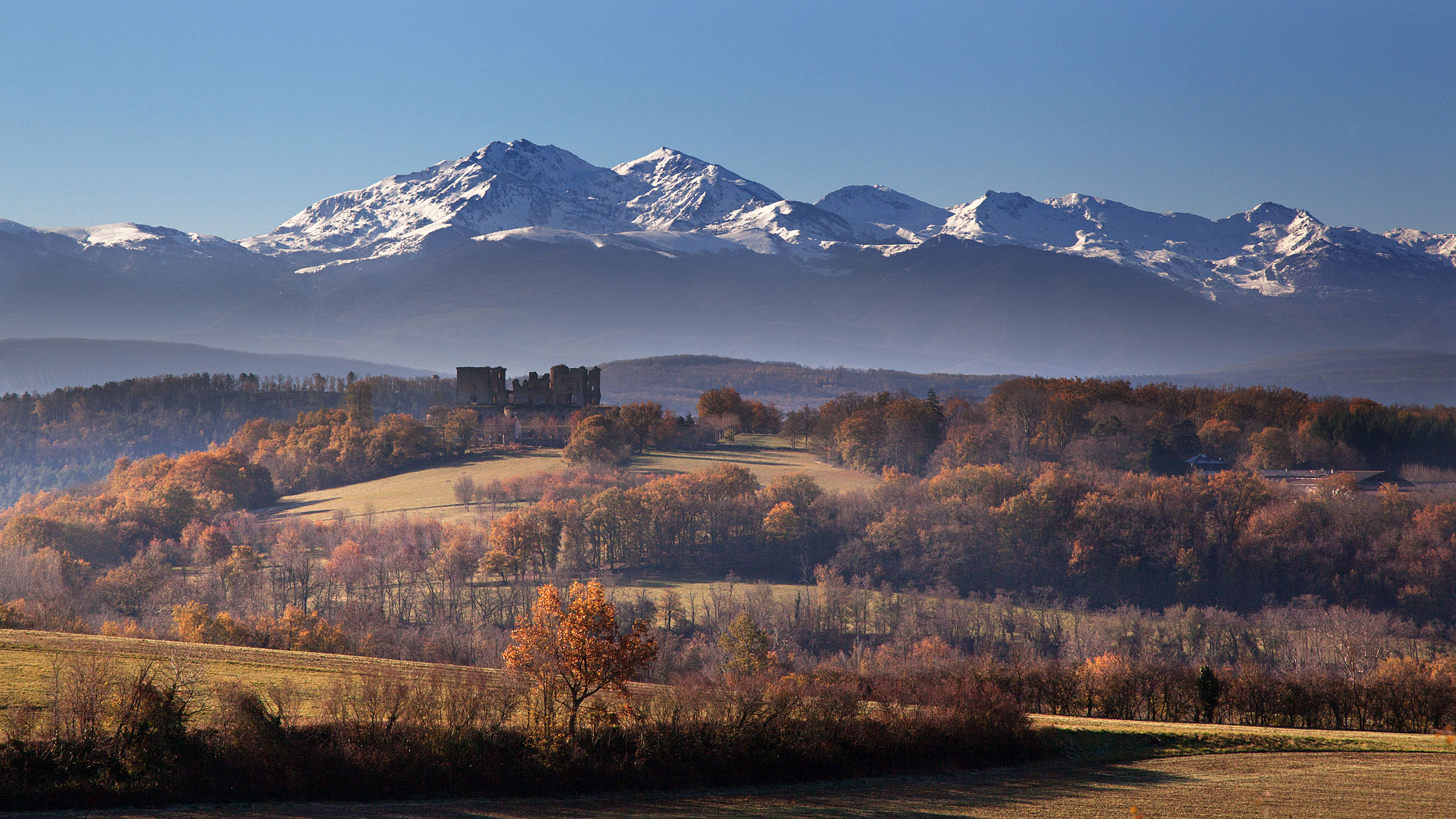
Le château avec au fond le massif de Tabe (pic de Soularac et pic de Saint-Barthélemy).

Construit à partir du XIe siècle, le roi d'Aragon Ramire Ier de Navarre en fait d'abord une tour de garde au nord de son royaume puis la famille Lévis seigneurs de l'Ile-de-France, vainqueurs de la croisade des Albigeois, édifie un château au XIVe siècle. Le château fut l'objet au cours des siècles de nombreux remaniements : assurant d'abord une fonction défensive jusqu'au milieu du XVIe siècle, il sera transformé au cours du XVIIe siècle en un splendide palais d'agrément.
La tour de garde du XIe siècle fut édifiée en 1063 par Ramire Ier, roi d’Aragon. Durant la croisade des Albigeois, menée contre les cathares par Simon IV de Montfort, elle fit partie avec la seigneurie de Mirepoix de la donation que le roi de France Philippe II Auguste octroya en 1212 à Guy Ier de Lévis, lieutenant du commandant des croisés. C'est le début de la dynastie de la maison parisienne noble des Lévis (du nom d'une commune d’Île-de-France située entre Chevreuse et Montfort-l'Amaury) : Guy Ier de Lévis puis Guy III de Lévis deviennent tour à tour maîtres de la tour de garde, d'où le nom du petit bourg de Lagarde créé un siècle plus tard. Au début du XIVe siècle, François de Lévis-Mirepoix fit édifier un grand château de forme carrée sur un site rocheux. C’est à cette époque que les quatre tours monumentales furent bâties. Le château de Lagarde fut ainsi construit.
À la charnière des XVe et XVIe siècles, Jean V de Lévis-Mirepoix, propriétaire du château de Lagarde, est un personnage puissant et riche. Il est sénéchal de Carcassonne, conseiller des rois successifs Charles VIII (roi de France), Louis XII et François Ier, puis lieutenant général du roi pour le Languedoc. Il va transformer considérablement le château de ses ancêtres, remplaçant les vieux logis du Moyen Âge par des influences de la Renaissance tout en conservant la structure médiévale. Il fait aussi renforcer les défenses extérieures du château qui sera désormais capable de se défendre avec la nouvelle arme qu'est l'artillerie.
Jean V de Lévis fait construire le grand escalier à vis surmonté d'une coupole en étoile qui desservait les étages des logis. Il fait aménager une magnifique chapelle de style gothique flamboyant dont il ne reste aujourd'hui que des vestiges. Dans les courtines du vieux château médiéval, il fait percer de larges ouvertures sur l'extérieur, aptes à éclairer généreusement les pièces.

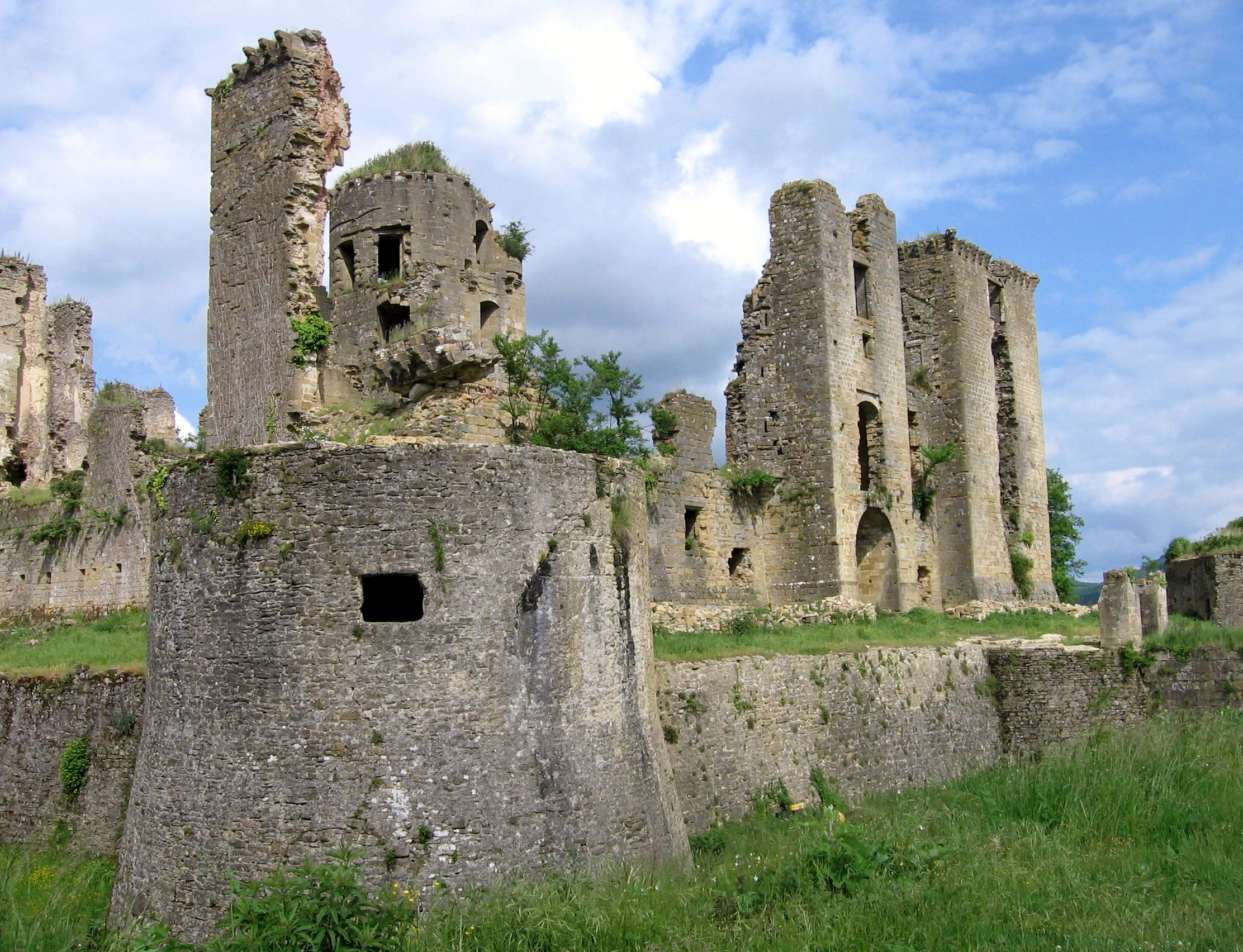
L'entrée du château de Lagarde.

Point d'orgue à ces travaux considérables, il fait enserrer les anciennes murailles dans une seconde enceinte basse adaptée à l'artillerie et élevée à quelques mètres en avant des anciennes courtines dont elle suit fidèlement les contours. Le vide entre les deux lignes de fortification est rempli de terre damée (formant ce qu'on appelait alors un « rempart ») et le dessus forme une large terrasse sur laquelle il était également possible d'installer des défenseurs ou de l'artillerie. Cette enceinte remparée est flanquée aux quatre angles de tours rondes, basses également et renfermant des casemates voûtées destinées à abriter des canons. Les ouvertures de tir de ces casemates autorisaient également des tirs rasants sur le glacis (étendue plate). Une cinquième tour, au milieu d'un des côtés, renferme la porte.
Dans la première moitié du XVIIe siècle, Louise de Roquelaure, veuve d’Alexandre de Lévis-Mirepoix, mort à la guerre en 1637 à Leucate, entreprend une nouvelle série de constructions et d’embellissements qui devaient transformer le château fort en un petit palais fastueux. Elle fera ériger des grandes statues gréco-romaines en terre cuite de 4 mètres de haut, des terrasses, des jardins à la française. Surtout grâce à la richesse de sa famille, son intelligence, sa détermination, son admiration pour les châteaux de la Loire, Louise en profite pour créer la galerie des Glaces, une glacière (petite tour ronde) et un étang à poissons pour la nourriture (élément important chez les Lévis, qui mangeaient peu de viande, car ils étaient catholiques et l'Église le réglementait). Enfin, Louise de Roquelaure fait enlever l'artillerie, retirant ainsi son aspect militaire. Tous ces éléments font de ce château baroque (XVIIe siècle) une merveille importante chez les Lévis et sa grandeur lui fera obtenir le surnom de « Petit Versailles des Pyrénées », un grand classique du Languedoc. Elle fit ériger la troisième enceinte en créant des terrasses qui servent de promenade.
Au XVIIIe siècle, le dernier seigneur de la famille Lévis-Mirepoix, François-Gaston de Lévis-(Léran)-Mirepoix (1724-1800 ; grand-père d'Athanase et père de Charles-Philibert), décide d'émigrer en Italie au moment de la Révolution française. Auparavant, il sauve les archives du château, permettant de connaître encore aujourd'hui les traces du magnifique château. Les documents sont conservés aux archives départementales de l'Ariège comme bien national privé.
Sous la Révolution française, le château sera pillé. Sa démolition est demandée par arrêté du 10 floréal an II (29 avril 1794) et il sera détruit et laissé à l'abandon. L'ensemble est d'abord vendu à un carrier avant de servir successivement d'entrepôt d’armes ou de fourrage, d'écuries ou de poudrière. Il redevient en 1805 la propriété de la famille de Lévis-Léran (dite de Mirepoix depuis 1757 ; comme le château de Léran : voir à cet article). Dès le début du XXe siècle, il n'en demeurait déjà plus que des vestiges témoignant de son faste et de sa grandeur passés avant d'être racheté par le sénateur-maire de Mirepoix Jean-Baptiste Vigarosy, puis revient de nouveau aux Lévis jusqu’en 1983.
Son classement en tant que monument historique par journal officiel du 18 avril 1914 n’empêcha pas sa ruine jusqu’à la fin du XXe siècle. En 1980, un pan entier de la tour sud-ouest fut détruit par des pilleurs pour dérober les pierres des fenêtres et les cheminées monumentales.

### Restauration et mise en valeur
À partir de 1990, divers groupes de bénévoles tentent de remettre en valeur ce qui fut un des beaux châteaux français du XVIIe siècle. Plusieurs associations se succèdent dans l'intention d'œuvrer à sa restauration : la nouvelle propriétaire Danielle Gillet fait des travaux de débroussaillage de 1986 à 2000 et ouvre le site aux visites faisant prendre un tournant historique à ce monument et ses vestiges. L'association Comité de défense du château de Lagarde met en place en 2006 un jardin potager médiéval et ouvre le site aux visites. En 2012, Danielle Gillet donnera le château qui sera géré dès 2015 par la toute jeune association Per le Castel (« Pour le Château ») avec l'objectif d'animer le lieu.

## Description
Le château est bâti sur un plan carré : quatre tours monumentales, de plan quadrangulaire, flanquent les bâtiments d’habitation. L'ensemble est enserré de plusieurs enceintes, terrasses et fossés successifs. Il subsiste notamment une voûte en étoile du grand escalier extérieur Renaissance qui desservait les logis, les marches ont quant à elles ont disparu, ainsi que le couronnement en balustrade XVIIe siècle des mêmes logis.

## Événements
En juillet et août, chaque samedi soir, des repas sont proposés et réalisés par les producteurs locaux sous forme de marché gourmand suivi d'un embrasement du château.
En juillet et août, un feu d'artifice y est présenté.
À la mi-septembre, l'Association Per le Castel organise l'un des plus grands rassemblements de reconstituants médiévistes de la région Occitanie.